# Modokowie

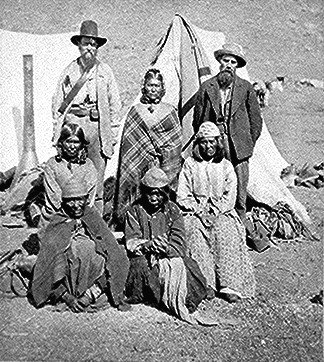
Grupa Modoków w roku 1873

Modokowie (nazwa własna Mo'-dok) – niewielkie plemię Indian Ameryki Północnej spokrewnione z plemieniem Klamatów i zamieszkujące pierwotnie południowo-zachodnie obszary stanu Oregon. Chociaż zetknęli się z białymi później niż większość plemion Indian, to dali się poznać jako wrogo nastawieni wobec osadników, a zbrodnie popełniane przez obie strony przeszły do historii.
Znani są przede wszystkim z toczonej w latach 1872–1873 wojny Modoków, w czasie której wojska USA próbowały zapędzić ich do rezerwatu. Modokowie, pod wodzą Kintpuasha (przez białych zwanego „Kapitanem Jackiem”), próbowali odzyskać swe dawne tereny plemienne w dolinie Lost River w stanie Oregon.
Od stycznia do kwietnia 1873 roku niewielki oddział Modoków bronił się w wulkanicznych skałach przeciwko dużej liczbie żołnierzy. W końcu dotarła do nich grupa negocjatorów z generałem E. S. Canbym na czele, ale została wymordowana poza jednym z oficerów, ocalonym przez indiańską dziewczynę imieniem Toby Riddle. Ostatecznie wojsko przypuściło szturm i zmusiło Modoków do kapitulacji. Kintpuash i pięciu innych przywódców zostało straconych.
Ich imieniem nazwano hrabstwo w Kalifornii i kilka miejsc w stanach Arkansas, Georgia, Luizjana, Ohio, Karolina Południowa, Illinois i Indiana. W Oregonie i Kansas znajdują się szczyty zwane Modoc Point, a miejsce ich ostatniej bitwy w północnej Kalifornii znane jest jako Modoc Lava Beds.